# Cambedo
Cambedo da Raia é uma aldeia raiana, localizada a cerca de 18Km da cidade de Chaves, freguesia de Vilarelho da Raia. Esta aldeia transmontana acolheu, entre os anos de 1936 e 1946, inúmeros espanhóis, guerrilheiros ou exilados, antifranquistas que para ali procuravam guarida, tendo até havido uma batalha contra as autoridades luso-espanholas.
Até ao Tratado de Lisboa de 1864, a linha de fronteira com a Galiza situava-se no meio da aldeia, tendo a mesma recuado em favor do lado português. Nesse tratado, pôs-se fim a uma situação considerada pelas autoridades como indesejável, tendo igualmente tido repercussões nas aldeias de Lamadarcos e Soutelinho da Raia. As três aldeias eram consideradas aldeias promíscuas. A favor do lado espanhol, ficaram as aldeias do Couto Misto.

## Nome
O nome da aldeia tem duas origens prováveis: 1. vem da palavra de origem pré-românica camba (o radical camb- é céltico), com o significado de arco, círculo, alguma coisa que é curva; Cambedo significaria nesta aceção lugar circular, arqueado; 2. vem da palavra latina camba, ae, que significa pata de quadrúpede. A configuração topográfica da aldeia remete para ambas as origens do nome.